# Polytmus guainumbi
El colibrí guainumbí (Polytmus guainumbi), también denominado colibrí llanero (en Colombia), picaflor dorado (en Argentina), picaflor de antifaz (en Bolivia, Paraguay y Argentina), colibrí gargantidorado (en Venezuela, garganta-de-oro de cola blanca (en Perú) o colibrí de garganta dorada, es una especie de ave apodiforme de la familia Trochilidae, una de las tres pertenecientes al género Polytmus. Es nativo de América del Sur.

## Distribución y hábitat
Se distribuye desde el este de Colombia, hacia el este por Venezuela, Trinidad, norte de Guyana, de Surinam y de la Guayana Francesa, hasta el litoral atlántico del norte de Brasil, y desde el noreste y centro oriental de Brasil hacia el oeste hasta el extremo sureste de Perú, Bolivia, este de Paraguay hasta el extremo noreste de Argentina. Está totalmente ausente de la cuenca del Amazonas.
Esta especie es considerada de común a localmente abundante en la mayor parte de su rango, en us hábitats naturales: los pastizales anegados, sabanas arbustivas, cerrados y pantanos de aguas limpias, desde el nivel del mar hasta los 600 m de altitud. Forrajea solitario muy cerca del suelo.

## Sistemática

### Descripción original
La especie P. guainumbi fue descrita por primera vez por el naturalista alemán Peter Simon Pallas en 1764 bajo el nombre científico Trochilus guainumbi; su localidad tipo es: «Cabo de Buena Esperanza (error), corregido para Surinam».

### Etimología
El nombre genérico masculino «Polytmus» proviene de la palabra del griego «politimos» que significa ‘valioso’, ‘costoso’; y el nombre de la especie «guainumbi», proviene del tupí y significa ‘pájaro brillante’, utilizado para designar a los colibríes en general.

### Taxonomía
El nombre P. guainumbi doctus J.L. Peters, 1945, creado para substituir a P. g. andinus que se creía pre-ocupado, lo que no se confirmó, es por lo tanto, un sinónimo posterior de éste.

### Subespecies
Según las clasificaciones del Congreso Ornitológico Internacional (IOC)  y Clements Checklist/eBird  se reconocen tres subespecies, con su correspondiente distribución geográfica:
- Polytmus guainumbi andinus Simon, 1921 – este de Colombia (al sur hasta Meta y Vichada).
- Polytmus guainumbi guainumbi (Pallas), 1764 – Venezuela y Trinidad hasta Las Guayanas y norte de Brasil (costa de Amapá).
- Polytmus guainumbi thaumantias (Linnaeus), 1766 – extremo sureste de Perú, Bolivia y centro y este de Brasil (sur de Maranhão a Bahía hasta Mato Grosso do Sul, São Paulo y norte de Paraná) hasta el este de Paraguay y noreste de Argentina (Misiones). Existen registros esporádicos más hacia el centro norte de Argentina.